# Епархия Ала-Милиарии
Епархия Ала-Милиарии (лат. Dioecesis Alamiliarensis) — историческая епархия Карфагенской церкви.
В настоящее время титулярная епархия Римско-Католической церкви.

## История
Античный город Ала-Милиария, идентифицируемый сегодня с археологическими раскопками «Bénian», находящимися в провинции Айн-Дефла (Алжир), до VI века был центром одноимённой епархии. Археологические исследования, проведённые в начале XX века, помогли установить имена трёх епископов епархии Ала-Милиарии. Имя ещё одного епископа не удалось установить. Епископ Менсий известен тем, что он изгнал вандалов из города в 484 году. В VI веке епархия Ала-Милиарии прекратила своё существование.
С 1964 года епархия Ала-Милиарии является титулярной епархией Римско-Католической церкви.

## Епископы Карфагенской церкви
- епископ Nemessano (404—422);
- епископ Donato (упоминается в 439 году);
- не известный по имени епископ
- епископ Менсий Mensio (упоминается в 484 году).

## Титулярные епископы Католической церкви
- епископ Nicholas Laudadio S.J. (26 мая 1964 — 1 апреля 1969)
- епископ Антони Адамюк (6 июня 1970 — 25 января 2000)
- епископ Райнер Клюг (23 мая 2000 — по настоящее время)

## Источник
- Annuario Pontificio, Libreria Editrice Vaticana, Città del Vaticano, 2003, стр. 754, ISBN 88-209-7422-3
- Pius Bonifacius Gams, Series episcoporum Ecclesiae Catholicae, Leipzig 1931, стр. 464  (лат.)
- Stefano Antonio Morcelli, Africa christiana, Volume I, Brescia 1816, стр. 73  (лат.)
- J. Mesnage, L’Afrique chrétienne, Paris 1912, p. 477  (фр.)
- La Gerarghia Cattolica